# Wadschab
Wadschab (persisch وجب) ist ein persisches Längenmaß von 22 cm Länge, vergleichbar mit der deutschen Spanne.